# Johann Michael Moscherosch
Johann Michael Moscherosch, écrivant sous le pseudonyme de Philander, né le 7 mars 1601 à Willstätt et mort le 4 avril 1669 à Worms, est un homme d'État allemand, aussi poète, auteur satiriste et  pédagogue.

## Biographie
Johann Michael Moscherosch occupe les fonctions de procureur de la justice des mœurs (Frevelgolt) à Strasbourg.
Il devient célèbre à la suite de l'écriture de son livre Geschichte Philanders von Sittewald, satire des mœurs de son temps.
Francophobe, il reproche aux Allemands de vouloir imiter les Français.
À sa mort, il laisse une œuvre importante composée de poèmes, d'épigrammes, de traductions et d'adaptations.